# کلینتون (کارولینای جنوبی)
کلینتون(به انگلیسی: Clinton) شهری در ایالت کارولینای جنوبی کشور ایالات متحده آمریکا است که جمعیت آن در سرشماری سال ۲۰۱۰ میلادی، ۸٬۴۹۰ نفر بوده‌است.